# 4-Track Demos
4-Track Demos —en españolː Demos de 4 pistas— es un álbum de demos de la cantante y compositora británica PJ Harvey. Fue lanzado en octubre de 1993 por Island Records. Se compone de 8 demos de canciones de su anterior trabajo, Rid of Me, junto con 6 demos de algunas pistas inéditas que nunca llegó a publicar. Según entrevistas hechas a Harvey, catorce de estas canciones fueron escritas y grabadas en su casa entre mediados de 1991 y el otoño de 1992. 4-Track Demos fue el primer disco que Harvey produjo por sí misma en su totalidad, un trabajo que no volvería a realizar hasta 2004 con Uh Huh Her, y fue su primera publicación luego de la desintegración del PJ Harvey Trio tras la partida de Steve Vaughan y Rob Ellis.

## Antecedentes e historia
Antes de lanzar 4-Track Demos Harvey ya había publicado versiones tempranas de sus canciones. Las versiones demo de las pistas de Dry, su álbum debut, fueron lanzadas con el álbum de estudio en un formato de disco doble de edición limitada, llamado Dry (Demostration). Inicialmente había contemplado la idea de lanzar Rid of Me como un álbum doble, en cuyo disco extra estuviesen contenidos los demos de las canciones originales; pero, considerando que Rid of Me fue su primer álbum publicado por una discográfica multinacional, un álbum doble terminó siendo un movimiento que ni Harvey ni Island Records querían hacer.
Harvey explicó la razón para lanzar este registro a la revista Filter en una entrevista de 2004:

«4-Track Demos ... fue alentado en parte por Steve Albini [productor de Rid of Me]. A él le encantaron tantos los demos para ese álbum que creía que debían ser publicados y yo estuve de acuerdo. Era como mostrar el otro lado de lo que hago e introduciendo nuevas canciones que no había publicado. Fue algo que me encanto hacer, ya que sentí que ese era el momento adecuado, porque mi banda se había desmoronado y yo estaba un poco en el limbo antes de decidir a dónde iba a ir de nuevo».

## Publicación y rendimiento en las listas
4-Track Demos fue publicado el 19 de octubre de 1993, tan solo 5 meses después del lanzamiento de Rid of Me, su segundo álbum de estudio. La placa alcanzó la posición número 19 en la lista de álbumes del Reino Unido y el número 10 en el Billboard's Heatseeker Albums chart en los Estados Unidos. Para el año 2005, 4-Track Demos había vendido 119 000 copias en EE. UU.

## Recepción de la crítica
Las críticas para 4-Track Demos fueron positivas, recibiendo varios elogios; algunos críticos preferían esta versión a Rid of Me, ya que sostenían que este último enterraba parte de su rango vocal y experimentaciones sonoras bajo su dinámica ruidosa. Greg Kot, de Chicago Tribune mencionó en la reseña que «Rid of Me oscureció el rango emocional de Harvey con su producción de guitarra pesada, pero el revelador 4-Track Demos la mejora», dándole una calificación de tres estrellas y media de cuatro; Entertainment Weekly lo llamó «una asombra e intimidante mirada de la ética musical feroz de una voz independiente y convincente». Rolling Stone le dio una calificación de cuatro estrellas de cinco, comentando que «su profundidad, amplitud y complejidad conceptual hacen que uno se pregunte por qué en primer lugar Harvey incluso se molestó con tales convenciones como una banda o un productor»; Charles Aaron de Spin mencionó que la voz de Harvey «aturde, sobre todo en los cortes que recibieron el tratamiento de Albini en Rid of Me'»'. Robert Christgau, sin embargo, prefirió a Rid of Me por sobre 4-Track Demos.
En una reseña en retrospectiva, Stephen Thomas Erlewine de Allmusic afirmó que «incluso para aquellos que disfrutaron de Rid of Me, 4-Track Demos es una experiencia reveladora, ya que sin duda capta la emoción cruda de las canciones mejor el registro oficial». En la última edición del libro The Rolling Stone Album Guide, 4-Track Demos recibió una calificación de tres estrellas y media de cinco. El sitio español Jenesaispop, en un artículo en donde repabasaban la discografía de Harvey, dio al álbum una calificación de siete y medio de diez, añadiendo que «sin ser un disco indispensable, 4-Track Demos es mucho más que una curiosidad para fans y completistas».

## Arte del disco
La fotografía de la portada del álbum fue tomada por Maria Mochnacz en junio de 1993 en el Watergate en Washington, D.C, mientras Harvey realizaba la gira promocional de Rid of Me. En ella se muestra a Harvey en ropa interior, llevando puestas gafas de sol, y levantando su brazo exponiendo su axila sin afeitar. La foto en blanco y negro que aparece en la parte posterior del álbum (también tomada por Mochnacz) retrata a Harvey desnuda y envuelta en láminas de plástico. Al hablar de la imagen, Mochnacz comentó: "Sugerí que Polly era ahora un producto así que la envolviéramos como tal".

## Gira y presentaciones en directo
PJ Harvey no realizó una gira para promocionar 4-Track Demos. Recientemente había debido soportar la desintegración del PJ Harvey Trio y estaba pensando en la dirección que tomaría su próximo álbum de estudio. Sin embargo, algunas de las canciones inéditas fueron tocadas en vivo durante la gira de Rid of Me. «M-Bike», por ejemplo, se incluyó en muchos de esos conciertos y una versión en vivo se puede encontrar en el vídeo de larga duración Reeling with PJ Harvey, lanzado en 1994. Cuando Harvey viajó en 1995 para promocionar To Bring You My Love, también incluyó canciones de 4-Track Demos en los set list. «Goodnight», fue utilizada como la canción final para muchos de los espectáculos de aquella gira. Además, «Goodnight» fue tocada en programa de música The White Room, que se emitió en el Canal 4 en 1995.

## Lista de canciones
Todas las canciones han sido escritas por PJ Harvey.
| N.º | Título                                | Duración |  |
| 1.  | «Rid of Me»                           | 3:42     |  |
| 2.  | «Legs»                                | 3:47     |  |
| 3.  | «Reeling» (previously unreleased)     | 2:59     |  |
| 4.  | «Snake»                               | 1:56     |  |
| 5.  | «Hook»                                | 4:31     |  |
| 6.  | «50ft Queenie»                        | 2:48     |  |
| 7.  | «Driving» (previously unreleased)     | 2:38     |  |
| 8.  | «Ecstasy»                             | 2:56     |  |
| 9.  | «Hardly Wait» (previously unreleased) | 2:48     |  |
| 10. | «Rub 'til It Bleeds»                  | 5:10     |  |
| 11. | «Easy» (previously unreleased)        | 3:16     |  |
| 12. | «M-Bike» (previously unreleased)      | 2:43     |  |
| 13. | «Yuri-G»                              | 3:53     |  |
| 14. | «Goodnight» (previously unreleased)   | 4:17     |  |

## Posicionamiento en la listas
| País           | Lista                          | Puesto |
| -------------- | ------------------------------ | ------ |
| Australia      | Australian ARIA Albums Chart   | 189    |
| Reino Unido    | UK Albums Chart                | 19     |
| Estados Unidos | US Billboard Heatseeker Albums | 10     |

## Créditos
- PJ Harvey - Voz, guitarras, grabación, ingeniería de sonido, producción.[1]
- Maria Mochnacz - Fotografía.[17]